# Жак-Шарль Дюпон де л'Ер
Жак-Шарль Дюпо́н де л'Ер (фр. Jacques Charles Dupont de l'Eure; 27 лютого 1767, Ле-Небур, Верхня Нормандія — 2 березня 1855, Руж-Пер'є, департамент Ер) — французький політик та державний діяч; з 24 лютого 1848 до 9 травня 1848 року очолював кабінет міністрів Другої республіки, ставши її першим прем'єр-міністром.

## Біографія
Жак-Шарль Дюпон де л'Ер під час Першої Республіки і Першої імперії працював у судовій системі в Лув'є, Руані і Евре.
Свою політичну кар'єру Дюпон почав членом Ради п'ятисот, потім членом Законодавчого корпусу, членом та під час Ста днів віце-президентом французького парламенту від ліберальної меншості, до якої він належав під час реставрації Бурбонів.
Після Липневої революції 1830 року Дюпон де л'Ер став міністр юстиції Франції, але незабаром пішов у відставку і зважаючи на все більш і більш консервативну політику нового липневого уряду знову вступив до лав опозиції.
24 лютого 1848 року він був проголошений членом тимчасового уряду і головував у раді міністрів, але ні в цей час, ні як член Установчих зборів не грав видатної ролі через похилий вік.
Жак-Шарль Дюпон де л'Ер протягом усього життя мав репутацію бездоганно чесного трудівника. Його послідовність захисту справи конституційного лібералізму принесли йому повагу багатьох співвітчизників. Дюпон навіть отримав прізвисько «Аристид французької трибуни».
Жак-Шарль Дюпон де л'Ер помер у віці 88 років у департаменті Ер.